# Dorcopsulus
Dorcopsulus ist eine Känguruhgattung, die im Südosten und in den Bergregionen im zentralen Teil von Neuguinea vorkommt.

## Merkmale
Dorcopsulus-Arten erreichen eine Kopf-Rumpf-Länge von 31,5 bis 46 cm, haben einen 22,5 bis 40,2 cm langen Schwanz und erreichen ein Gewicht von 1,5 bis 3,4 kg. Beide Arten der Gattung haben ein dunkles, graubraunes Fell das am Bauch heller ist. Das Fell ist weich, dicht und lang. Das letzte Viertel des Schwanzes ist unbehaart und weißlich. Die Weibchen haben im Beutel vier Zitzen.

## Lebensraum und Lebensweise
Dorcopsulus-Arten leben in Bergregenwäldern in Höhen von 1000 bis 3100 Metern. Über ihre Lebensweise, ihre Aktivitätsmuster und ihr Fortpflanzungsverhalten ist kaum etwas bekannt. Sie ergänzen ihre aus Blättern, Früchten und anderen pflanzlichen Materialien bestehende Ernährung durch Pilze.

## Arten
Es werden zwei Arten unterschieden:
- Das Macleay-Buschkänguru (Dorcopsulus macleayi) ist in Südost-Neuguinea verbreitet.
- Das Kleine Buschkänguru (Dorcopsulus vanheurni) lebt in den Bergregionen im zentralen Teil Neuguineas.

## Systematik
Die Gattung Dorcopsulus wurde im Jahr 1916 durch den deutschen Zoologen Paul Matschie eingeführt.
Sie ist eng mit der Gattung Dorcopsis verwandt und bildet mit dieser eine Gattungsgruppe. Die Unterschiede liegen darin, dass die beiden Arten der Gattung Dorcopsulus kleiner und dichter behaart sind und ein größerer Teil des Schwanzes unbehaart ist. Nach phylogenetischen Daten (Vergleich von homologen DNA-Sequenzen) sind die beiden Gattungen Schwestergruppen; dieses Ergebnis wurde bei Analysen, sowohl von nuklearen wie von mitochondrialen Sequenzen, bestätigt.

## Belege
1. 1 2 3  Ronald M. Nowak: Walker's Mammals of the World. Band 1, 6. Auflage, The Johns Hopkins University Press, Baltimore/London 1999, ISBN 0-8018-5789-9, Seite 107 u. 108 Google Books
2. 1 2  Diego Astúa: Family Didelphidae (Opossums). in Don E. Wilson, Russell A. Mittermeier: Handbook of the Mammals of the World – Volume 5. Monotremes and Marsupials. Lynx Editions, 2015, ISBN 978-84-96553-99-6. Seite 694 u. 695.
3. ↑  Robert W. Meredith, Michael Westerman, Mark S. Springer: A phylogeny and timescale for the living genera of kangaroos and kin (Macropodiformes : Marsupialia) based on nuclear DNA sequences. Australian Journal of Zoology, 56, S. 395–410, 2008 doi:10.1071/ZO08044